# Messier 7
Messier 7 eller NGC 6475 (ibland även kallad Ptolemaioshopen) är en öppen stjärnhop ungefär 980 ljusår från jorden i södra delen av stjärnbilden Skorpionen, som är lätt att observera för blotta ögat.
Den första som nämnde hopen var Klaudios Ptolemaios, som 130 e. Kr. beskrev den som en “nebulosa som följer Skorpionens gadd”. Den italienske astronomen Giovanni Battista Hodierna observerade den före 1654 och räknade till 30 stjärnor i den. År 1764 katalogiserade den franske astronomen Charles Messier klustret som den sjunde medlemmen i hans lista över kometliknande föremål. Den engelske astronomen John Herschel beskrev det som "grovt spridda stjärnhopar".
Den 29 augusti 2006 användes Messier 7 för första ljusbilden från Long Range Reconnaissance Imager (LORRI)-teleskopet på den Pluto-bundna rymdfarkosten New Horizons.

## Beskrivning
Teleskopiska observationer av stjärnhopen särskiljer ca 80 stjärnor inom ett synfält på 1,3° tvärs över. På hopens beräknade avstånd på 980 ljusår motsvarar detta en faktisk diameter på 25 ljusår. Hopens ljushalveringsradie är 40,1 ljusår (12,3 parsec) och den har en kombinerad massa på ca 735 gånger solens massa. Åldern på Messier 7 är omkring 200 miljon år och den ljusaste stjärnan i hopen är av magnitud 5,6. När det gäller kemisk sammansättning innehåller hopen ett liknande överskott som solen av andra element än väte och helium.